# Tobias Stockhoff
Tobias Stockhoff (* 20. September 1981 in Dorsten) ist ein deutscher Politiker (CDU) und seit 2014 hauptamtlicher Bürgermeister seiner Heimatstadt.

## Leben

### Ausbildung und beruflicher Werdegang
Nach dem Abitur am Gymnasium Petrinum im Jahr 2001 nahm Tobias Stockhoff ein Studium der Physik an der Westfälischen Wilhelms-Universität in Münster auf, welches er im Jahr 2007 als Diplom-Physiker abschloss. Im Anschluss war er bis 2012 als wissenschaftlicher Mitarbeiter im Institut für Materialphysik der WWU tätig. Von 2012 bis 2014 arbeitete er als selbstständiger Diplom-Physiker.

### Politischer Werdegang
Im Jahr 1998 trat Stockhoff in die Junge Union (JU) ein. Von 2001 bis 2006 war er Vorsitzender des JU-Stadtverbandes Dorsten, von 2006 bis 2010 Vorsitzender des JU-Kreisverbandes Recklinghausen. 1999 trat er der CDU bei. Von 2001 bis 2007 war er Vorsitzender des CDU-Ortsverbandes Wulfen/Deuten, von 2007 bis 2014 Vorsitzender des CDU-Stadtverbandes Dorsten. Im Jahr 2004 wurde Stockhoff in den Rat der Stadt Dorsten gewählt, dem er bis zum Wechsel in das Bürgermeisteramt angehörte. Seit 2009 war er hier Vorsitzender des Wirtschaftsausschusses sowie stellvertretender Fraktionsvorsitzender.

### Bürgermeisteramt
Nachdem der bisherige Bürgermeister Lambert Lütkenhorst bekanntgab, bei der Bürgermeisterwahl 2014 nicht mehr zu kandidieren, wurde Stockhoff Anfang des Jahres 2014 von der CDU zum Kandidaten nominiert.
Bei der Wahl verfehlte Stockhoff im ersten Wahlgang mit 49,3 % der Stimmen die notwendige absolute Mehrheit knapp. In der Stichwahl gegen den Kandidaten der SPD, Michael Baune, erhielt Stockhoff 61,6 % der Stimmen und wurde damit als Nachfolger von Lütkenhorst zum Bürgermeister gewählt.
Im Januar 2020 wurde Stockhoff von der Dorstener CDU für die  Kommunalwahl im September erneut als Bürgermeisterkandidat aufgestellt. Stockhoff wurde dabei von der örtlichen FDP unterstützt. Stockhoff gewann diese Wahl und wurde mit 76,9 % der Stimmen für weitere fünf Jahre zum Bürgermeister gewählt.
Seit 2020 ist Stockhoff Sprecher der Arbeitsgemeinschaft im Regierungsbezirk Münster des Städte- und Gemeindebundes NRW. Er gehört damit auch dem Präsidium des Städte- und Gemeindebundes an.
Anfang 2025 wurde er durch die CDU Dorsten für die Bürgermeisterwahl am 14. September 2025 aufgestellt.

### Weitere ehrenamtliche Tätigkeiten
Stockhoff ist seit dem Jahr 2000 beim Technischen Hilfswerk aktiv, u. a. als Zugführer, Fachberater und Ausbilder. Seit 2009 ist er Mitglied des Pfarrgemeinderates und beratendes Mitglied des Kirchenvorstandes seiner Heimatgemeinde. Seit 2010 gehört er dem Kirchensteuerrat des nordrhein-westfälischen Teils des Bistums Münster an. Seit 2014 ist er Vorstandsvorsitzender der Dorstener Kinder- und Jugendferienstiftung; seit 2015 mit beratender Stimme Mitglied des Kuratoriums der Trägerstiftung der Dorstener St. Ursula-Schulen. Stockhoff ist ehrenamtlicher Standesbeamter der Stadt Dorsten. Ferner ist Stockhoff Gründungsvorsitzender des 2017 gegründeten Vereins „Dorsten dankt Dir“.

### Privates
Stockhoff ist seit Februar 2023 verheiratet und seit Oktober 2024 Vater einer Tochter. Er ist römisch-katholisch und wohnt im Dorstener Stadtteil Rhade.